# Ториев, Магомед Идрисович
Магомед Идрисович Ториев (род. 20 февраля 1978) — ингушский журналист, правозащитник, эксперт по Северному Кавказу и государствам бывшего Советского Союза. Является представителем ингушской оппозиции в Европе, уполномоченный Комитета ингушской независимости. Ранее также работал на Радио «Свобода». Участвовал в миссиях ООН в Чечне и Ингушетии и миссиях ОБСЕ в Украине.

## Биография
Родился 20 февраля 1978 года в Ингушетии.
С 2001 по 2003 год являлся сотрудником по мониторингу Всемирной организации здравоохранения в Ингушетии.
С 2003 по 2006 год работал координатором проектов в Кавказском совете беженцев, неправительственной организации (партнёр ООН). Обеспечивал защиту сотрудников и имущества совета от нападений и преследований со стороны российского режима.
С 2008 по 2014 год являлся представителем ингушской оппозиции в Европе. Участвовал в создании Народного парламента оппозиционной Ингушетии «Совет страны». С того же года до 2010 года работал журналистом-фрилансером, в частности, в Caucasus Times. Специализировался на новостях и аналитических материалах о Южном и Северном Кавказе; работал с организацией Prague Watchdog. Собирал и распространял информацию о конфликте на Северном Кавказе.
С 2009 по 2014 год был внештатным обозревателем грузинской службы «Радио Свобода». Он писал обзоры о преступных действиях руководства и сил безопасности России и недемократически провозглашённых республик Северного Кавказа против коренных народов.
С 2014 по 2021 год являлся заместителем главы патрульной группы ОБСЕ. Участвовал в выявлении нарушений Россией международного права и международных соглашений во время войны на Донбассе.
В январе 2022 года был избран советником в Офисе главнокомандующего Вооружённых Сил Украины Валерия Залужного, но в феврале 2022 года не был утверждён.
С апреля 2023 года является уполномоченным представителем Комитета ингушской независимости. Представляет организацию на международных форумах, занимается налаживанием связей организации и другими организациями.

## Преследование в России
В 2006 году Магомед из-за преследований был вынужден бежать в Чехию, где ему был представлен статус политбеженца. Позже переехал в Норвегию, но местные власти пытались экстрадировать его в Россию. Только благодаря вмешательству неправительственных организаций, таких как Репортёры без границ, Комитет по защите журналистов и «Защитники прав человека», он смог получить политическое убежище в Европе.
В 2024 году против Ахмета Гудиева, одного из представителей Комитета ингушской независимости, Следственный комитет России возбудил уголовное дело. По словам источника, уголовные дела также будут возбуждены против других членов комитета, в том числе Магомеда Ториева.
В ноябре 2024 года Министерством юстиции России внесён в список физических лиц «иностранных агентов».